# اتودسک سافت‌ایمیج
اتودسک سافت‌ایمیج (به انگلیسی: Autodesk Softimage) یکی از بهترین و قدیمی نرم‌افزارهای سه بعدی جهان است که در مقایسه با نرم‌افزارهای رغیب مثل مایاو مکس قابلیت‌های منحصربه‌فرد خود را دارد مثل ICE Interactive Creative Environment و Gigapolygon قدرت نرم‌افزار در اجرای صحنه‌های سنگین با تعداد پلاگین‌های بسیار بالا خیلی خوب عمل می‌کند و احتمال هنگ کردن و کرش شدن سیستم بسیار پایین است. سال ۱۹۹۶ پارک ژوراسیک به کار گردانی استیون اسپیلبرگ که با سافت ایمیج کار شده بود اسکار جلوه‌ها ویژه گرفت. استفاده از سافت ایمیج در صنعت بازی بسیار متداول است. شرکت‌های زیادی در جهان از سافت ایمیج استفاده می‌کنند مثل Pixar – Blur Studio – Ubisoft- ILM نام برد.

## مقدمه
در سال ۱۹۸۸ با اسم سافت ایمیج تری دی به دنیا سه بعدی وارد شد که در نمایشگاه بزرگ سیگراف پرده برداری شده و شرکت آی ال ام جز اولین شرکتهایی بود که به قدرت این نرم فزار پی برد و در پروژهای سینمایی از این نرم‌افزار استفاده شده،از جمله این پروژه های سینمایی می توان به فیلم‌هایی همچون پارک ژوراسیک اشاره نمود. متن صفحه.

شرکت مایکروسافت هم در سال ۱۹۹۴ توانست مدتی این برنامه را در لیست نرم‌افزارهای خود قرار دهد که در نسخه
Softimage|۳D Extreme ۳٫۵
به این نرم‌افزار قابلیت‌های جدیدی اضافه کرد
Mental ray و Particles Effects
سافت ایمیج مدتی هم به دست شرکت Avid بود که تولیدکننده بهترین سخت‌افزارها است، بعد از اینکه نسخه هفت سافت ایمیج در سال ۲۰۰۹ ارائه شد، شرکت قدرتمند اتودسک توانست با مبلغ بسیار ناچیزی سی پنج میلیون دلار سافت ایمیج را خریداری کند و جز محصولات برتر خود قرار دهد.

## سازگاری با سخت‌افزارها
سافت ایمیج با انواع سخت‌افزارهای سازگاری بالایی دارد، به‌طوری‌که روی ضعیف‌ترین لپ‌تاپ هم قابل اجرا می‌باشد که این نشان از انعطاف‌پذیری بالا این نرم‌افزاردارد.
سافت ایمیج انواع اقسام کارت‌های گرافیکی را ساپور می‌کند، شرکتهایی که این نرم‌افزار را ساپور می‌کنند عبارتند از:
NVIDIA, ATI/AMD, HP (Hewlett-Packard), Dell, Apple, Lenovo, Fujitsu, and Wacom
سافت ایمیج قابلت dual screen را دارد و تا resolution of 1920 x 1200 60 Hz
در واقع قابلیت Multiple Display دارد.
قابلیت بسیار بالایی با Cuda – open GL – Direct X دارد

## سازگاری با سیستم عامل‌ها
سافت ایمیج بر روی سیستم عامل بزرگ یعنی ویندوز و لینوکس قابل اجرا است.
بر روی سیستم عامل مکینتاش اجرا نمیشه
بهترین حالت بر روی ویندوز استفاده از windows 7 64 bit
وبهترین انتخاب برای لینوکس کاران استفاده از Fedora Core 14 64bit است.
سافت ایمیج به خوبی OpenGL را اسپورت می‌کند و تصاویری با عمق دو بافر RGBA ۸/۸/۸/۸ را اجرا می‌کند

## Viewport سافت ایمیج
سافت ایمیج بسیار انعطاف‌پذیر و با هر سبک و سلیقه‌ای قابلب ویرایش شدن است.
شما قادر خواهید بود نماها را بنا به سلیقه شخصی خودتان ویراش نمایید.
رنگها. منوها و آیکون‌ها را دستکاری نموده قدرت نرم‌افزار در اجرای صحنه‌های سنگین با تعداد پلیگان‌های بسیار بسیار بالا خیلی خوب عمل می‌کند و احتمال هنگ کردن و کرش شدن سیستم بسیار پایین است این نرم‌افزار قابلیت بسیار جالب و منحصربه‌فردی دارد به اسم Gigapolygon که به این معنی است که می‌تواند پلی گان‌های بسیار سنگین مثلاً ۱۵۰ میلیارد پلیگان را راحتی اجرا کند.
به عنوان مثالی دیگر اگر شما جمعیت ۱۰۰ هزار نفری از یک ارتش را دارید این
امکان وجود دارد که تمام کارکترهای با جزییات را در سافت ایمیج اجرا کنید.
در نسخه ۲۰۱۲ آخرین نسخه Gigapolygon ۳ به این نرم‌افزار افزوده شده‌است.

## مدل‌سازی در سافت ایمیج
مدلسازی توی این برنامه به راحتی و بدور از مشکلاتی است که ممکنه نرم فزارهای دیگه داشته باشن روش مدل سازی یا پلی گان است یا نربز در سیستم پلیگان شما ابزارهای متنوعی در اختیار دارید که این امکان وجود دارد که به راحتی مدل خود را بسازید.
و در سیستم نربز هم تمام ابزارهای مورد نیاز وجود دارد واجازه تبدیل کردن پلی به نربز و برعکس هم وجود دارد
دربخش مدلینگ بیش از ۲۰ نوع متغیر وجود دارد
در بخش مدل‌سازی شما قادر خواهید بود بدون نیاز به پلاگین و ابزار دیگری به راحتی آبجک خود را ریتوپلوژی کنید.

## انیمیت در سافت ایمیج
انیمیت در این نرم‌افزار انتخاب انیماتورها است که امکانات بی نظیری دارد که شما از کار کردن با آن‌ها لذت می‌برید
امکاناتی همچون:
Animation Mixer
Animation Editor
Charecter
GATOR
MOTOR
FACE ROBOT
Action
Shape
Devices (Capture)

## بافت دهی در سافت ایمیج
سافیت ایمیج دز زمینه بافتدهی یکی از قدرتمندترین برنامه‌های موجود است.
متریال دهی در سافت ایمیج در بخشی به نام Render Tree انجام می‌شود، متریال دهی در سافت ایمیج به صورت درختی انجام می‌شود.
در واقع سافت ایمیج یک نرم‌افزار نود گرا است و برای مدیریت و سازماندهی کردن بافت‌ها و متریال‌های بخش دیگر به اسم Material Manager وجود دارد که قابلیت دسته‌بندی متیریال‌های را دارد.
و همچنین بخشی دیگر به اسم Preset Manager دارد که در کار تعداد زیادی متریال آماده وجود دارد که مورد استفاده قرار می‌گیرد.
در بخش یو وی دهی هم سافت ایمیج بسیار قوی عمل کردم و پلاگین معروف Unfold را خریداری کرده و یک نسخه کامل از آن را درسافت ایمیج قرار داده‌است.

## رندر در سافت ایمیج
رندر سافت ایمیج به صورت پیش‌فرض رندر منتال ری است. در واقع سافت ایمیج دو روش رندر دارد
اولی منتال ری و دومی هارد وار رندراست.
منتال ری در سافت ایمیج در هسته برنامه وجود دارد و مثل مایا و مکس پلاگین نیست
در واقع شرکت منتال ایمیج. منتال ری را برای سافت ایمیج طراحی و ساخت و بعد از گذشت مدت زمانینسخه‌ای از این موتور رندر برای مکس و مایا هم تولید شد ولی هیچ وقت به قدرت و بهینگی نسخه اصلی که در سافت ایمیج موجود است نمی‌رسد.
موتورهای افزودنی دیگری برای سافت ایمیج تعریف شده‌است از جمله:
۳DElight. Renderman. Royal Render. Mental ray .fry render. Arnold render. Tera render. Vray. octane render. Maxwell.
و قدرتمندترین موتور رندر دنیا یعنی Arnold Render که قابلیت رندر بیلیون‌ها پلیگان را با سرعت بسیار بسیار بالا دارد به صورت اختصاصی برای سافت ایمیج نوشته و طراحی شده‌است.
فرمتهایی که سافت ایمیج در هنگام رندر خروجی می‌دهد عبارتند از:
Softimage Pic
EXR
Mental ray Map
HDR
Tif
PNG
TGA
CGI
CT
ST
JPG
BMP
Alias
WaveFront RLA
Pal
NTSC
DDS

## کامپوزیت در سافت ایمیج
سافت ایمیج دارای دو بخش کامپوزیت است.
کامپوزیت درونی که در هسته موجود است که به آن FX Tree می‌گویند که در نوع خودش بی‌نظیر است.
کامپوزیت بیرونی که در واقع برنامه مجزا از سافت ایمیج است به نام Composite و علاوه برا این نرم‌افزار Mach Mover نیز همراه سافت ایمیج ارائه می‌شود

## برنامه‌نویسی در سافت ایمیج
در زمینه اسکریپت نویسی سافت ایمیج بسیار قوی عمل کرده‌است.
Java Script – VB Script – Python

## جلوهای ویژه در سافت ایمیج
جلوه‌های ویژه در این نرم‌افزار بسیار بسیار قوی است.
شما در سافت ایمیج یک خالق هستید و قادر به ساختن هر جلوه عجیب و غریبی هستید و هیچ گونه محدودیتی وجود ندارد. در سافت ایمیج تکنیک‌های متعددی وجود دارد به‌طوری‌که شما با در دست داشتن ابزارهای بسیار زیاد و همچنین ابزارسازی یعنی این امکان را سافت ایمیج به شما می‌دهد که برای افکت خاص خودت ابزارسازی کنید، بخشی که تمام این اتفاقان در آن رخ می‌دهد به اسم
ICE Interactive Creative Environment
آیس در واقع مغز متفکر سافت ایمیج است و در واقع هر کاری می‌تواند انجام دهد
بخش‌هایی که در آیس به‌طور صد در صد ساپور می‌شود عبارتند از
Particles – Modleing – Syflex (Cloth) – Deformations – Light – Camera – And ….
یکی از مزیتهای جالب آیس این است که در هنگام شبیه سازی‌های سنگین سیستم همچنان نرم و انعطاف‌پذیر عمل می‌کند و اثری از هنگ و کرش شدن سیستم وجود ندارد و شما به راحتی می‌توانید در محیط چرخیده و از زوایای مختلف تأثیر افکت را مشاهده کنید.
آیس متشکل شده از بخش‌های زیر:
ParticlesDeformationLagoaTopologySyflex ICE
Tool
در سافت ایمیج نسخه ۲۰۱۲ بخشی طراحی شده به نام Interpol که این امکان را می‌دهد که شما به راحتی از مکس یا مایا صحنه خود را به سافت ایمیج برده و افکتهای و جلوه‌های خود را بسازید و بعد مجداد به مکس یا مایا برگردانید.
همچنین نرم‌افزار Mudbox را هم به‌طور کامل ساپورت می‌کند

## برخی از ویژگی‌های نسخه ۲۰۱۳
CrowdFX:
در این بخش می‌توانید حرکت جمعیت‌های کاملاً پیچیده را با هوشمندی بالا شبیه‌سازی کنید.
Bullet Physics for ICE:
قابلیت جدیدی به Bullet Physics این نرم‌افزار برای تشخیص برخورد با موانع جسم سخت آن هم بر پایه Particle در بخش داینامیک اضافه شده‌است.
پیشرفت در ICE:
ICE بخشی قدرتمند از نرم‌افزار Softimage است برای ساخت Dynamic Effects، شبیه‌سازی جمعیت، Character Rig و Procedural Models. در نسخه ۲۰۱۳ می‌توانید Scriptهای خودتان را در بخش ICE اضافه یا اجرا کنید تا توانمندی خودتان را در اجرای دستورها مورد نظر بالا ببرید.
UI & Workflow
بالا رفتن کیفیت Viewport:
تغییرات خوبی در Viewport این نسخه اضافه شده مهم‌ترین آن‌ها اضافه شدن محیطی است که پیش نمایشی از Render نهایی شما را نشان می‌دهد و هر کجا از صحنه را که بخواهید انتخاب می‌کنید و رندر خواهید کرد. تا در کمترین زمان ممکن به مقصود خود برسید و در همان لحظه تغییرات خود را به صورت RealTime ببینید.
تشابه دستورها با 3ds Max:
در این نسخه بسیاری از کلیدهای ضروری، کار با ماوس، دستورها Selection, Navigation دوربین شبیه به نرم‌افزار 3ds Max شده و کار را برای کاربر آسان تر کرده‌است.
پیشرفت در مدیریت داده و صحنه:
اگر پروژه‌ای دارید که چندین نفر باید بر روی آن کار کنند در این نسخه امکاناتی برای مدیریت صحنه و ارتباط با سایر هنرمندان وجود دارد تا با یک مدیریت درست یک پروژه را به صورت تیمی به پایان برسانید.
Modeling & Animation
پیشرفت در Rigging و Animation:
در این قسمت پیشرفت‌های خوبی انجام شده از جمله:
- آسان تر شدنRetime F-curves با استفاده از کنترلر جدیدی که اضافه شده.
- استفاده از زبان اسکریپت‌نویسی Python در Synoptic Editor.
- ایجاد Animation Layers هنگام خلق تصاویر.
ابزارهایی جدید برای Modeling و Selection:
در این بخش‌ها هم ابزارات جدیدی برای آسان تر شدن روند تولید اضافه شده که می‌توان به موارد زیر اشاره کرد:
- امکانات جدید برای دستورها Thickness, Hole Capping, Edge Cutting و Extrusion.
- اضافه شدن ابزار جدید Smooth Edge loop.
- راحت‌تر شدن دستور Loop، شما با دو بار کلیک بر روی Edge می‌توانید Loop مورد نظر خود را تعریف کنید.
شرکتهایی که از این نرم‌افزار استفاده میکنن
شرکتهای بسیار زیادی در سراسر دنیا از این نرم‌افزار به شکل گسترده‌ای استفاده می‌کنند در سایت xsibase نام ۲۵۰ شرکت برده شده که ازسافت ایمیج استفاده می‌کنند.
از کارهای استفاده شده از سافت ایمیج می‌توان کارهای زیر را نام برد:

## در زمینه فیلم و انیمیشن
| Avatar Fight Club Thor Tron Alice In Wonderland Red Cliff John Adams Predators GI Joe: Rise of the Cobra The Mist Happy Feet Appleseed (film) Appleseed Ex Machina The Brothers Grimm Charlotte’s Web Coca-Cola commercials M&M’s commercials Pocoyo Sin City Transformers Barnyard VeggieTales (1st half) District 9 The lost thing source code |

## در زمینه ساخت بازی
| Bayonetta Dark Chronicle Devil May Cry 4 Fable II Final Fantasy X Final Fantasy X-۲ Final Fantasy XIII Genji: Dawn of the Samurai Half-Life 2 Lost Planet Mass Effect 2 Metal Gear Solid 3 Metal Gear Solid 4 Ninja Gaiden 2 Prince of Persia: The Two Thrones Resident Evil 4 Resident Evil 5 Rogue Galaxy Yakuza 3 Shenmue Shenmue II Street Fighter IV Star Wars Battlefront Star Wars Battlefront II Star Wars Jedi Knight: Jedi Academy Super Mario 64 The Last Remnant Virtua Fighter ۵ |